# Jan Zamorski
Jan Zamorski (24. května 1874 Głogowiec – 22. září 1948 Żywiec) byl rakouský novinář, pedagog a politik polské národnosti z Haliče, na počátku 20. století poslanec Říšské rady, v meziválečném období poslanec Sejmu.

## Biografie
Pocházel z rodiny zemědělce. Vychodil gymnázium v Rzeszowě a v Jarosławi a od roku 1892 studoval na filozofické fakultě Jagellonské univerzity, kde studoval slavistiku, romanistiku, germanistiku a klasickou filologii. V roce 1897 pobýval po dobu jednoho roku na stáži v Paříži. Založil čtenářský spolek, rolnickou jednotu a rolnické konzumní družstvo. Působil jako naučitel na gymnáziu v Podgórze. Pak vyučoval na státní vyšší reálné škole v Tarnopolu.
V letech 1902–1916 působil jako předseda pobočky Sokola v Tarnopolu a Vídni. Od roku 1913 do roku 1914 zasedal jako poslanec Haličského zemského sněmu. Založil list Tygodnik Podolski a Głos Polski. V roce 1911 převzal od zesnulého Stanisława Stojałowského list Pszczółka, který pak názorově přetvořil na orgán národních demokratů.
Působil také coby poslanec Říšské rady (celostátního parlamentu Předlitavska), kam usedl ve volbách do Říšské rady roku 1907, konaných poprvé podle všeobecného a rovného volebního práva. Byl zvolen za obvod Halič 68. Mandát obhájil ve volbách do Říšské rady roku 1911.
V roce 1907 byl uváděn jako člen Národně demokratické strany, která byla ideologicky napojena na politický směr Endecja. Po volbách roku 1907 i 1911 byl na Říšské radě členem poslaneckého Polského klubu. V době svého působení v parlamentu se uvádí jako profesor na reálné škole v Tarnopolu.
Po vypuknutí světové války byl jako protiněmecky orientovaný politik internován, roku 1915 poslán do armády a odvelen na italskou frontu, kde byl roku 1916 zajat. Jeho politická dráha pokračovala i v meziválečném Polsku. Od roku 1919 do roku 1922 byl poslancem ústavodárného a od roku 1922 do roku 1927 řádného Sejmu. Byl členem poslaneckého klubu strany Związek Ludowo-Narodowy.
Po válce byl opět aktivní v žurnalistice jako redaktor několika periodik. Patřil do strany Związek Ludowo-Narodowy a byl členem jejího předsednictva. Po květnovém převratu roku 1926 se stáhl z politicky a vrátil se k učitelské profesi. Od roku 1934 žil na penzi v Żywieci. Za druhé světové války vedl tajné přednášky. Po válce ještě krátce působil jako pedagog a vyučoval angličtinu.